# Snowboard aux Jeux olympiques de la jeunesse d'hiver de 2020
Navigation
2016 2024
Les neuf épreuves de snowboard aux Jeux olympiques de la jeunesse d'hiver de 2020 ont lieu du 18 au 22 janvier 2020 à Leysin et Villars-sur-Ollon en Suisse.

## Résultats

### Hommes
| Épreuve         | Or               | Or          | Argent        | Argent        | Bronze        | Bronze        |
| --------------- | ---------------- | ----------- | ------------- | ------------- | ------------- | ------------- |
| Big air         | Ryoma Kimata     | 195,00 pts  | Aoto Kawakami | 191,75 pts    | Liam Brearley | 183,25 pts    |
| Half-pipe       | Ruka Hirano      | 97,33 pts   | Kaishu Hirano | 95,66 pts     | Liam Brearley | 82,00 pts     |
| Slopestyle      | Dusty Henricksen | 96,33 pts   | Liam Brearley | 85,33 pts     | Nick Pünter   | 66,33 pts     |
| Snowboard cross | Valerio Jud      | Valerio Jud | Niels Conradt | Niels Conradt | Álvaro Romero | Álvaro Romero |

### Femmes
| Épreuve         | Or             | Or         | Argent            | Argent         | Bronze            | Bronze      |
| --------------- | -------------- | ---------- | ----------------- | -------------- | ----------------- | ----------- |
| Big air         | Hinari Asanuma | 172,50 pts | Annika Morgan     | 160,50 pts     | Melissa Peperkamp | 150,00 pts  |
| Half-pipe       | Mitsuki Ono    | 95,33 pts  | Manon Kaji        | 85,33 pts      | Berenice Wicki    | 81,33 pts   |
| Slopestyle      | Evy Poppe      | 94,00      | Melissa Peperkamp | 91,75          | Bianca Gisler     | 78,25       |
| Snowboard cross | Josie Baff     | Josie Baff | Margaux Herpin    | Margaux Herpin | Anouk Dörig       | Anouk Dörig |

### Mixte
| Épreuve                                               | Or                                                          | Or                                                          | Argent                                                                    | Argent                                                                    | Bronze                                                                | Bronze                                                                |
| ----------------------------------------------------- | ----------------------------------------------------------- | ----------------------------------------------------------- | ------------------------------------------------------------------------- | ------------------------------------------------------------------------- | --------------------------------------------------------------------- | --------------------------------------------------------------------- |
| Épreuve combinée de ski cross - snowboard cross mixte | Suisse Anouk Dörig Marie Krista Valerio Jud Robin Tissières | Suisse Anouk Dörig Marie Krista Valerio Jud Robin Tissières | Russie Anastasia Privalova Mariia Erofeeva Evgeniy Genin Andrei Gorbachev | Russie Anastasia Privalova Mariia Erofeeva Evgeniy Genin Andrei Gorbachev | Allemagne Lilith Kuhnert Nina Walderbach Niels Conradt Sebastian Veit | Allemagne Lilith Kuhnert Nina Walderbach Niels Conradt Sebastian Veit |

## Tableau des médailles
| Rang  | Nation     | Or | Argent | Bronze | Total |
| ----- | ---------- | -- | ------ | ------ | ----- |
| 1     | Japon      | 4  | 3      | 0      | 7     |
| 2     | Suisse     | 2  | 0      | 4      | 6     |
| 3     | Australie  | 1  | 0      | 0      | 1     |
| 3     | Belgique   | 1  | 0      | 0      | 1     |
| 3     | États-Unis | 1  | 0      | 0      | 1     |
| 6     | Allemagne  | 0  | 2      | 1      | 3     |
| 7     | Canada     | 0  | 1      | 2      | 3     |
| 8     | Pays-Bas   | 0  | 1      | 1      | 2     |
| 9     | France     | 0  | 1      | 0      | 1     |
| 9     | Russie     | 0  | 1      | 0      | 1     |
| 11    | Espagne    | 0  | 0      | 1      | 1     |
| Total | Total      | 9  | 9      | 9      | 27    |